# Thanaphat Suwannatha
Thanaphat Suwannatha (thailändisch ธนภัทร สุวรรณทา, * 30. September 2002) ist ein thailändischer Fußballspieler.

## Karriere
Thanaphat Suwannatha steht seit 2021 beim Khon Kaen FC unter Vertrag. Der Verein aus Khon Kaen spielt in der zweiten thailändischen Liga, der Thai League 2. Sein Profidebüt gab er am 24. März 2021 im Heimspiel gegen den Samut Sakhon FC. Hier stand er in der Startelf und wurde in der 61. Minute gegen Kritapas Vichaidit ausgewechselt. Am Ende der Saison 2021/22 musste er mit Khon Kaen als Tabellenvorletzter in die dritte Liga absteigen.